# Odrinți, Haskovo
Odrinți (în bulgară Одринци) este un sat în comuna Ivailovgrad, regiunea Haskovo,  Bulgaria. 

## Demografie
Componența etnică a satului Odrinți
     Bulgari (100%)
     Nicio identificare (0%)
     Altele (0%)
La recensământul din 2011, populația satului Odrinți era de 6 locuitori. Din punct de vedere etnic, toți locuitorii erau bulgari.